# Histoire de la Caroline du Nord

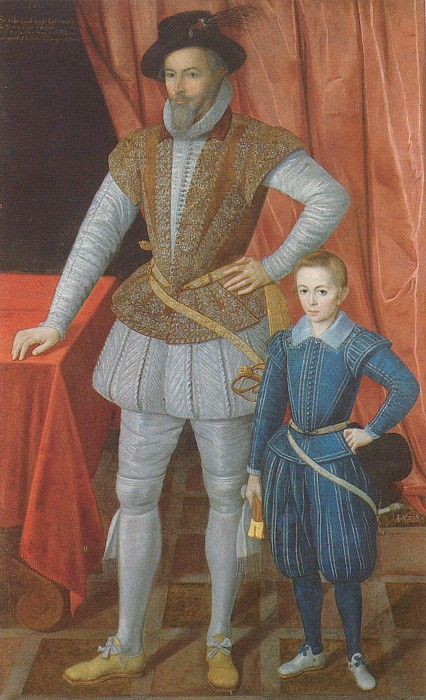
Sir Walter Raleigh (et son fils), explorateur anglais

Cet article retrace l'Histoire de la Caroline du Nord depuis sa découverte par les européens en 1512.

## Avant leXVIIesiècle
Peuplé par l'homme depuis plus de 12 000 ans au gré des vagues de migration, le territoire de la Caroline du Nord est partagé par diverses tribus dont les Cherokees, Tuscarora, Cheraw (en), Pamlico, Meherrin (en), Coree (en), Machapunga, Indiens du Cape Fear, Waxhaw, Saponi (en), Tutelo, Waccamaw (en), Coharie, Woccon et Catawba. 
Elle fut le second territoire américain colonisé par l'Angleterre. Découvert en 1512 par l'Espagnol Juan Ponce de León et connu longtemps à partir de 1663 sous le nom de colonie d'Albemarle, du nom de l'estuaire d'Albemarle, Aumale en français (ainsi désigné en l'honneur du conseiller George Monck fait duc d'Aumale et bénéficiaire du comté de Moncks Corner par Charles II), le pays fut concédé en 1584 par Élisabeth à Walter Raleigh, qui tenta, mais sans succès, d'y former un établissement.
Ensuite, pendant un siècle, la présence de l'homme blanc est restée proche de zéro, si l'on exclut un timide hameau installé au sud de la Chesapeake par des colons de Virginie.
En 1663, peu après la restauration de la dynastie Stuart et la fin de Première Révolution anglaise, Charles II d'Angleterre donna les terres à huit propriétaires
en remerciement de leur soutien militaire : le chancelier Edouard Hyde, 1er comte de Clarendon, le général George Monck, duc d'Albemarle, lord Craven, lord John Berkeley, lord Anthony Ashley Cooper, comte de Shaftesbury, sir George de Carteret et sir William Berkeley. La plupart d'entre eux importent des esclaves après la création en 1672 de la Compagnie Royale d'Afrique, pour leurs vastes plantations de tabac. En 1729, leurs descendants en cédèrent la propriété au gouvernement britannique (sauf John Carteret qui négocia avantageusement ses droits) qui divisa tout le pays en deux États, la Caroline du Nord et la Caroline du Sud, celle-ci incluant la future Géorgie, et qui le posséda jusqu'à la déclaration d'indépendance en 1775. En 1670, John Locke avait donné une constitution à la Caroline ; mais cette constitution ne put être appliquée.
La Caroline est créée dès 1663 par des émigrés de la Barbade, à la mort d'Olivier Cromwell, lors de la restauration catholique, le roi Charles II d'Angleterre accordant une charte à ses partisans qui fondent une Compagnie privée, dont le premier gouverneur arrive en 1664, mais qui végète.

## AuXVIIesiècleetXVIIIesiècle
En 1704 des huguenots s'installent plus loin. Leurs terres sont divisées en deux en 1711. À partir de 1710, la Caroline du Nord, qui n'a 6 000 habitants, commence à grandir, avec une population de 43 000 en 1749, soit sept fois plus, dont beaucoup d'Écossais chassés par les Highland Clearances.
Entretemps, la rébellion de Culpepper en 1677, et la rébellion de Quaker-led-Cary en 1708 et la guerre indienne de Tuscarora entre 1711 et 1713, ou de nombreux raids de piraterie déchirent la colonie, comme c'est aussi le cas en Virginie. À cause de ces tensions religieuses et sociales, l'Angleterre supprime les chartes dès 1686 pour transformer la Nouvelle-Angleterre en dominion, administrée par un gouverneur nommé et révocable par le roi. Mais les assemblées continuent.
La Caroline est séparée en deux en 1729 après la première grande révolte noire. Les protestants vont au Nord. La Caroline du Sud aux origines irlando-barbadaise depuis 1664, fut l'une des premières à pratiquer la traite des esclaves indiens. Dès 1720 près de 65 % de la population était constituée d'esclaves. C'est même 90 % en 1728, quand les 28 000 Noirs de l'ethnie Gullah se révoltent et menacent de tuer les 3 000 blancs. Repliés au Fort Antoine, ils sont repris par des troupes de Jamaïque. Les évadés sont cachés dans les villages séminoles à qui ils transmettent la connaissance du riz de Sierra Leone. Nouvelle révolte noire en 1739, la rébellion de Stono (incendie de sept plantations, meurtre de 20 blancs et fuite du gouverneur William Bull), puis en 1741 . Les blancs embauchent des vigiles à tour de bras. Une loi de la Caroline du Sud prononce une amende de 100 livres sterling contre le maître qui apprend à lire à ses esclaves.
Vers 1750, la guerre contre les esclaves est déjà gagnée. Les deux Carolines comptent 100 000 habitants, autant que la Virginie. La traite passe par l'île africaine de Bunce, en Sierra Leone, où la firme anglaise Grand, Sargent and Oswald achète des esclaves de l'ethnie Gullah, celle d'Oncle Bens, pour approvisionner les plus riches planteurs en riz comme le futur représentant de la colonie Henry Laurens, qui exporte du bois (acheté au Piémont des Appalaches en échange de riz) par Charleston, devenu le plus grand port du Sud. Les plantations de riz, introduites par les noirs, rivalisent avec celles de tabac, et nourrissent les nombreux colons du Piémont des Appalaches. Certains immigrants d'origine irlandaise et allemande préfèrent aller vers le nord-ouest, en Virginie, dans la vallée de Shenandoah.
La Caroline connut dans les années 1730, une forte immigration de familles modestes écossaises et irlandaises (les « Scott-Irish ») qui s'installèrent au pied des Appalaches. Grâce à leur implication, la Caroline sera la treizième des treize colonies qui se sont révoltées contre la domination britannique lors de la guerre d'Indépendance.
Avec plus de 260 000 habitants en 1780, en pleine Guerre d'indépendance des États-Unis d'Amérique, la Caroline du Nord est devenue la troisième des colonies américaines par la population. Sa population a été multipliée par plus de cinq en seulement trente ans. En 1790, l'Amérique est encore très rurale, car les cinq premières agglomérations ne représentent que 136 000 habitants, soit seulement 5,5 % de la population. C'est tout particulièrement le cas de la Caroline, où se sont installés ces nombreux fermiers venus de familles modestes écossaises et irlandaises (les "Scott-Irish") dans des villages.
À partir de 1790 ont lieu les premiers recensements par ville et par États, au moment d'une polémique nationale sur l'opportunité d'étendre la colonisation à l'ouest. Il est alors décidé que le seuil de 60 000 habitants doit être atteint avant de créer un nouvel État
. Après 1750, l'accroissement naturel correspond à 95 % de la croissance démographique des colonies d'Amérique. Le taux de mortalité y est de 25 % contre 35 % à 40 % en Europe, sans que les causes exactes puissent être identifiées, les historiens évoquant un meilleur chauffage, meilleure alimentation et plus grande immunisation contre les épidémies car l'habitat est plus dispersé. La Caroline est cependant une des rares colonies où la croissance par l'immigration joue un rôle encore plus important que l'accroissement naturel.
| Année            | Population en 1750 | Population en 1780 | Position en 1780 |
| Virginie         | 180 000 habitants  | 538 000 habitants  | 1er en 1780      |
| Pennsylvanie     | 85 000 habitants   | 327 000 habitants  | 2e en 1780       |
| Caroline du Nord | 51 000 habitants   | 270 000 habitants  | 3e en 1780       |
| Massachusetts    | 188 000 habitants  | 260 000 habitants  | 4e en 1780       |
| Maryland         | 116 000 habitants  | 245 000 habitants  | 5e en 1780       |
| Connecticut      | 111 000 habitants  | 206 000 habitants  | 6e en 1780       |
| New York         | 76 000 habitants   | 210 000 habitants  | 7e en 1780       |
| Caroline du Sud  | 45 000 habitants   | 180 000 habitants  | 8e en 1780       |
| New Jersey       | 51 000 habitants   | 139 000 habitants  | 9e en 1780       |
| Rhode Island     | 33 000 habitants   | 52 000 habitants   | 10e en 1780      |
| New Hampshire    | 27 000 habitants   | 87 000 habitants   | 11e en 1780      |
| Géorgie          | 5 200 habitants    | 56 000 habitants   | 12e en 1780      |
| Maine            | 0 habitants        | 49 000 habitants   | 13e en 1780      |
| Vermont          | 0 habitants        | 47 000 habitants   | 14e en 1780      |
| Delaware         | 19 000 habitants   | 45 000 habitants   | 15e en 1780      |
| Kentucky         | 0 habitants        | 45 000 habitants   | 16e en 1780      |
| Tennessee        | 0 habitants        | 10 000 habitants   | 17e en 1780      |

## XIXeetXXesiècles
Durant la première moitié du XIXe siècle, la Caroline du Nord reste un état rural, sans villes et comprenant peu de villages. La plupart des blancs exploitent de petites fermes de subsistance, mais la partie orientale de l'état voit une classe grandissante de planteurs, plus spécialement après 1800 quand le coton devient hautement rentable grâce à l'invention de l'égreneuse à coton, qui permet la culture de coton à fibres courtes dans les collines. Toute la culture du coton comme marchandise est dépendante du travail des esclaves afro-américains. Politiquement l'état est largement démocrate, avec des élections opposant l'est démocrate à l'ouest partisan Whig. Après l'incendie et la bataille qui s'ensuit à Fort Sumter en avril 1861, la Caroline du Nord fait sécession des États-Unis et rejoint les états confédérés. La Caroline du Nord a fourni davantage de soldats pour la guerre de Sécession que tout autre état, mais peu de batailles majeures s'y sont déroulées. Durant les premières années de la Reconstruction, des progrès sont réalisés dans l'intégration des esclaves nouvellement libérés dans la société. Les blancs reprennent le pouvoir politique par la violence et en 1899, désaffranchissent les noirs grâce à une nouvelle constitution, imposant Jim Crow et la suprématie blanche.
Entre les années 1920 et 1970, plus de 7 600 personnes ont été victimes d'un programme de stérilisation forcée mis en place par les autorités de Caroline du Nord. Cette campagne a ciblé en priorité les Afro-Américains. D'après l'historien Barry Mehler, ces politiques eugénistes s’apparentaient à une forme d’« hygiène raciale » visant à purifier la « race » des groupes « de basses catégories » et « dégénérés ». « Les eugénistes américains et européens ont créé un racisme et un sexisme génériques – les génétiquement inférieurs, poursuit l’universitaire. Sans surprise, les victimes se sont toujours révélées être les victimes traditionnelles de discriminations – juifs, Noirs, femmes et pauvres. »
Le Mouvement des droits civiques se renforce dans les années 1950 et 1960, et la Caroline du Nord compte de nombreux soutiens et militants. Des événements tels que le sit-in de protestation au magasin F.W. Woolworth de Greensboro sont des pierres angulaires pour le mouvement. Le Student Nonviolent Coordinating Committee, une organisation centrale dans le mouvement, est fondé à l'Université Shaw de Raleigh. À la suite du passage de la législation nationale sur les droits civiques pour renforcer le vote, en 1973, Clarence Lightner est élu à Raleigh comme le premier maire afro-américain d'une grande ville du Sud.